# Roseburia
Roseburia ist eine Gattung von Bakterien.
Es handelt sich um Darmbakterien, die in Menschen und Tieren vorkommen. Die Arten besitzen die Fähigkeit, kurzkettige Fettsäuren, insbesondere Butyrat, zu produzieren. Dies ist wichtig für die Aufrechterhaltung der Darmgesundheit.

## Merkmale
Die Arten sind in der Regel begeißelt. So zeigt Roseburia cecicola 20–35 Flagellen, die in die konkave Seite und gelegentlich in das Ende der Zelle eingesetzt sind und ein Flagellenbündel bilden, das im Phasenkontrast -Lichtmikroskop sichtbar ist.
Die Zellen sind meist gekrümmte Stäbchen, so ist R. porci stäbchenförmig, die Zellen sind im Durchschnitt 1 µm lang und leicht gekrümmt. Untersuchungen des Genoms von R. porci zeigten Hinweise auf die Fähigkeit zur Sporenbildung, während bei anderen Arten keine Sporenbildung beobachtet wurde. Roseburia faecis hat ebenfalls gekrümmte Stäbchen, die Zellen messen ca. 0,5 × 1,5–5 μm. Das Gleiche gilt für R. nulinivorans und R. hominis. Die Arten R. cecicola und R. intestinalis kommen einzeln oder bilden Paaren. Vergleiche der Aminosäuresequenzen von Flagellinen zeigen, dass das Flagellenprotein von Roseburia cecicola die größte Sequenzähnlichkeit mit Flagellinen von Bacillus- , Clostridium- und Spirochäten-Arten aufweist.

## Stoffwechsel
Species der Roseburia sind anaerob, sie tolerieren keinen Sauerstoff.
Die Arten sind fermentativ, sie Gewinnen Energie durch die Gärung.
Roseburia cecicola und R. intestinales können u. a. folgende Kohlenstoffverbindungen nutzen: Cellobiose, D-Glucose, D-Maltose, Raffinose, Stärke, Saccharose und D-Xylose. Aus Glucose und Acetat bildet R. cecicola durch Gärung n-Butyrat und Spuren von Ethanol. Roseburia intestinalis bildet hierbei Formiat, Lactat und n-Butyrat. Des Weiteren entsteht bei beiden Arten noch CO2 und H2. Roseburia inulinivorans kann Inulin, ein Fruktan-Polysaccharid, als Kohlenstoffquelle nutzen. Bei vielen Arten erfolgt bestes Wachstum bei 37 °C, was der Körpertemperatur des Wirtes Mensch nahe kommt.

## Medizinische Nutzung
Die Endprodukte des Stoffwechsels von Arten der Roseburia sind kurzkettiger Fettsäuren („short-chain fatty acids“, SCFA) wie Acetat, Lactat oder Butyrat. Diese Verbindungen sind wichtig für die Zellen des Darmepithels. Darüber hinaus wirken SCFA entzündungshemmend, indem sie den Pool regulatorischer T-Zellen im Grimmdarm (Kolon) beeinflussen, die Sekretion proinflammatorischer Zytokine wie Tumornekrosefaktor-α oder Interleukin-6 hemmen und die Bildung von antimikrobiellen Peptide fördern. Darüber hinaus stärkt Butyrat die Darmbarrierefunktion, indem es unter anderem die Expression von Tight Junctions-Proteinen stimuliert. SCFA senken außerdem den pH-Wert im Grimmdarm (Kolon) und hemmen dadurch das Wachstum von möglichen Krankheitserregern wie Escherichia coli. Das Butyra hat auch nachweislich gesundheitsfördernde Wirkungen bei Stoffwechselerkrankungen wie Fettleibigkeit, Typ-2-Diabetes, Arteriosklerose und nichtalkoholischer Fettlebererkrankung. Roseburia-Arten sind somit als Probiotikum interessant.
Roseburia faecis scheint gegen das Reizdarmsyndrom zu wirken. Bei Mäusen wurde durch wiederholten Wasservermeidungsstress (WAS) ein Reizdarmsyndrom ausgelöst und das Bakterium per Schlundsonde eingeführt. Hier ergab sich im Vergleich mit einer anderen Gruppe, die keine Sonden mit Roseburia faecis erhielt, eine positive Wirkung. Diese Ergebnisse zeigten, dass R. faecis ein nützliches Probiotikum zur Behandlung von Reizdarmsyndrom und Mikroentzündungen im Dickdarm sein könnte.
Bei Patienten mit Pankreaskarzinom wurde eine Reduktion von Bakterien-Arten, die die kurzkettige Fettsäure Butyrat produzieren, beobachtet. Hierzu zählen z. B. Eubacterium rectale, Faecalibacterium prausnitzii und Roseburia intestinalis. Eine ähnliche Reduktion von kurzkettigen Fettsäuren zeigt sich auch bei Patienten mit chronisch entzündlichen Darmerkrankungen oder kolorektalen Karzinomen. Der schützende Mechanismus von Butyrat beim Pankreaskarzinom ist noch unklar.
R. hominis kommt in Stuhlproben von übergewichtigen im Vergleich zu schlanken Personen  in geringeren Mengen vor. Die Verabreichung von Lebendkulturen R. hominis ging mit einer Verringerung der Körpergewichtszunahme und Verbesserungen des Glukose- und Fettstoffwechsels einher. Des Weiteren wurde eine Verringerung der Leberverfettung und Entzündungen bei Mäusen beobachtet. Das macht auch diese Art für den Einsatz als Probiotikum interessant.

## Systematik
Der Gattungsname Roseburia wurde zu Ehren von Theodor Rosebury, einem amerikanischen Mikrobiologen, der beim Menschen heimische Mikroorganismen untersuchte und beschrieb, gewählt. Die Typusart Roseburia cecicola wurde von Thad B. Stanton und Dwaine C. Savage im Jahr 1983 beschrieben.
Es folgt eine Liste einiger Arten (Stand April 2025):
- Roseburia amylophila Hitch et al. 2022
- Roseburia cecicola Stanton and Savage 1983
- Roseburia difficilis Liu et al. 2022
- Roseburia faecis Duncan et al. 2006
- Roseburia hominis Duncan et al. 2006
- Roseburia intestinalis Duncan et al. 2002
- Roseburia inulinivorans Duncan et al. 2006
- Roseburia porci Wylensek et al. 2021
- "Roseburia rectibacter" Liu et al. 2021
- Roseburia zhanii Liu et al. 2022